# Amiotrofia
Il termine amiotrofia o miatrofia designa, in neurologia, un segno clinico costituito dall'atrofia muscolare. Questa condizione patologica riguarda i muscoli scheletrici striati, coinvolti nei movimenti volontari. La diagnosi della specifica amiotrofia di cui il paziente soffre dipende dalla natura diffusa o localizzata dell'atrofia e dalla localizzazione dei muscoli interessati dal processo patologico.
L'atrofia muscolare, in senso stretto, deriva dalla denervazione (cioè perdita di innervazione motoria) del muscolo e non deve quindi essere confusa con la perdita di massa muscolare osservata nella sarcopenia o in altre miopatie cataboliche, né con l'atrofia muscolare che rappresenta un segno clinico di una patologia dal quadro clinico più ampio, come alcune distrofie muscolari.

## Patologia
Svariate patologie si manifestano con amiotrofia (accompagnata da altri segni clinici); tra di esse figurano:
- La sindrome di Parsonage-Turner, patologia infiammatoria a eziologia ignota, a carico dei nervi del plesso brachiale, che si manifesta con dolore e paresi dei muscoli della spalla
- La poliomielite, che tende a lasciare l'arto o gli arti colpiti durante la fase acuta in uno stato di successiva amiotrofia permanente
- La sclerosi laterale amiotrofica
- Le malattie del gruppo delle atrofie muscolari spinali[3]
- Alcune forme di neuropatia periferica, esitanti in un'amiotrofia distale a carico dell'arto interessato[3]
- La neuropatia dell'ulna, che comporta amiotrofia dei muscoli interossei dorsali e palmari della mano dell'arto interessato